# Acupalpus flaviceps
Acupalpus flaviceps es una especie de escarabajo del género Acupalpus, familia Carabidae. Fue descrita científicamente por Motschulsky en 1850.
Esta especie habita en Irán, Kazajistán, Uzbekistán, Turkmenistán, Kirguistán, Tayikistán, Afganistán, China, Rusia y Mongolia.